# Stazione meteorologica di Massa
La stazione meteorologica di Massa è la stazione meteorologica di riferimento relativa alla città di Massa.

## Coordinate geografiche
La stazione meteo si trova nell'Italia centrale, in Toscana, nel comune di Massa, a 65 metri s.l.m. e alle coordinate geografiche 44°02′12″N 10°08′08″E.

## Dati climatologici 1961-1990
In base alla media trentennale di riferimento (1961-1990), la temperatura media del mese più freddo, gennaio, è di +7,2 °C; quella del mese più caldo, luglio, si attesta +23,2 °C.
Le precipitazioni medie annue fanno registrare il valore di 1200 mm, con minimo relativo in estate, picco massimo in autunno e massimo secondario in inverno per gli accumuli totali stagionali.
| Massa (1961-1990)   | Mesi | Mesi | Mesi | Mesi | Mesi | Mesi | Mesi | Mesi | Mesi | Mesi | Mesi | Mesi | Stagioni | Stagioni | Stagioni | Stagioni | Anno  |
| Massa (1961-1990)   | Gen  | Feb  | Mar  | Apr  | Mag  | Giu  | Lug  | Ago  | Set  | Ott  | Nov  | Dic  | Inv      | Pri      | Est      | Aut      | Anno  |
| ------------------- | ---- | ---- | ---- | ---- | ---- | ---- | ---- | ---- | ---- | ---- | ---- | ---- | -------- | -------- | -------- | -------- | ----- |
| T. max. media (°C)  | 10,9 | 11,6 | 14,3 | 17,5 | 21,6 | 25,1 | 27,7 | 27,5 | 25,0 | 21,0 | 15,7 | 12,3 | 11,6     | 17,8     | 26,8     | 20,6     | 19,2  |
| T. min. media (°C)  | 3,6  | 4,3  | 6,3  | 9,4  | 12,8 | 16,1 | 18,7 | 18,4 | 15,8 | 12,1 | 8,0  | 5,0  | 4,3      | 9,5      | 17,7     | 12,0     | 10,9  |
| Precipitazioni (mm) | 127  | 103  | 103  | 100  | 84   | 71   | 34   | 64   | 96   | 148  | 151  | 119  | 349      | 287      | 169      | 395      | 1 200 |

## Temperature estreme mensili dal 1929 al 2003
Di seguito sono riportati i valori estremi mensili delle temperature massime e minime registrate dal 1929 al 2003.
In base alle suddette rilevazioni, la temperatura massima assoluta è stata registrata nell'agosto 2003 con +38,3 °C, mentre la minima assoluta di −6,9 °C è datata gennaio 1985.
| Massa (1929-2003)     | Mesi        | Mesi        | Mesi        | Mesi        | Mesi        | Mesi        | Mesi        | Mesi        | Mesi        | Mesi        | Mesi        | Mesi        | Stagioni | Stagioni | Stagioni | Stagioni | Anno |
| Massa (1929-2003)     | Gen         | Feb         | Mar         | Apr         | Mag         | Giu         | Lug         | Ago         | Set         | Ott         | Nov         | Dic         | Inv      | Pri      | Est      | Aut      | Anno |
| --------------------- | ----------- | ----------- | ----------- | ----------- | ----------- | ----------- | ----------- | ----------- | ----------- | ----------- | ----------- | ----------- | -------- | -------- | -------- | -------- | ---- |
| T. max. assoluta (°C) | 19,1 (1983) | 22,0 (1998) | 23,7 (1991) | 28,6 (1952) | 33,0 (2003) | 35,9 (2002) | 37,5 (1950) | 38,8 (2003) | 34,3 (1982) | 29,6 (1942) | 25,0 (1999) | 20,4 (1983) | 22,0     | 33,0     | 38,8     | 34,3     | 38,8 |
| T. min. assoluta (°C) | −6,9 (1985) | −6,0 (1929) | −4,0 (1956) | −1,9 (2003) | 4,6 (1942)  | 5,6 (1984)  | 9,4 (1954)  | 10,1 (1948) | 8,5 (2001)  | 0,0 (1941)  | −1,7 (1988) | −5,0 (1996) | −6,9     | −4,0     | 5,6      | −1,7     | −6,9 |